# Olympische Winterspiele 2006/Skeleton – Frauen
Der Skeletonwettbewerb der Frauen bei den Olympischen Winterspielen 2006 fand am 16. Februar auf dem Cesana Pariol statt. Dabei gingen 15 Athletinnen aus 12 verschiedenen Nationen an den Start. Der erste Lauf wurde um 17:30 Uhr gestartet, der zweite Durchgang eine Stunde später.
Die Schweizerin Maya Pedersen-Bieri, die in beiden Läufen die Bestzeit aufstellte und als Einzige einen Lauf unter einer Minute fuhr, sicherte sich den Olympiasieg. Zudem stellte einen neuen Bahnrekord auf und erzielte mit 123,1 km/h einen neuen Geschwindigkeitsrekord. Silber gewann Shelley Rudman aus Großbritannien und Bronze Mellisa Hollingsworth aus Kanada.

## Ergebnisse
| Rang | Athletin              | Land               | 1. Lauf (min) | 2. Lauf (min) | Gesamt (min) | Defizit (s) |
| ---- | --------------------- | ------------------ | ------------- | ------------- | ------------ | ----------- |
| 1    | Maya Pedersen-Bieri   | Schweiz            | 0:59,64       | 1:00,19       | 1:59,83      | —           |
| 2    | Shelley Rudman        | Großbritannien     | 1:00,57       | 1:00,49       | 2:01,06      | +1,23       |
| 3    | Mellisa Hollingsworth | Kanada             | 1:00,39       | 1:01,02       | 2:01,41      | +1,58       |
| 4    | Diana Sartor          | Deutschland        | 1:00,29       | 1:01,40       | 2:01,69      | +1,86       |
| 5    | Costanza Zanoletti    | Italien            | 1:00,99       | 1:01,18       | 2:02,17      | +2,34       |
| 6    | Katie Uhlaender       | Vereinigte Staaten | 1:00,87       | 1:01,43       | 2:02,30      | +2,47       |
| 7    | Tanja Morel           | Schweiz            | 1:00,85       | 1:01,65       | 2:02,50      | +2,67       |
| 8    | Anja Huber            | Deutschland        | 1:01,12       | 1:01,44       | 2:02,56      | +2,73       |
| 9    | Desirée Bjerke        | Norwegen           | 1:00,92       | 1:01,70       | 2:02,62      | +2,79       |
| 10   | Lindsay Alcock        | Kanada             | 1:01,26       | 1:01,59       | 2:02,85      | +3,02       |
| 11   | Swetlana Trunowa      | Russland           | 1:01,23       | 1:01,83       | 2:03,06      | +3,23       |
| 12   | Louise Corcoran       | Neuseeland         | 1:01,06       | 1:02,03       | 2:03,09      | +3,26       |
| 13   | Michelle Steele       | Australien         | 1:01,26       | 1:02,21       | 2:03,47      | +3,64       |
| 14   | Eiko Nakayama         | Japan              | 1:01,82       | 1:02,10       | 2:03,92      | +4,09       |
| 15   | Monika Wołowiec       | Polen              | 1:02,31       | 1:02,99       | 2:05,30      | +5,47       |

## Weblink
- Ergebnisse